# ميكيلي كاستاينيتي
ميكيلي كاستاينيتي (بالإيطالية: Michele Castagnetti)‏ (27 ديسمبر 1989 بمونتيكيو إميليا في إيطاليا - ) هو لاعب كرة قدم إيطالي في مركز الوسط. لعب مع نادي مانتوفا وكوسينزا كالشيو وCrociati Noceto ‏ ونادي فيرالبيسالو وكارسو كالتشيو ‏.

## وصلات خارجية
- ميكيلي كاستاينيتي على موقع قاعدة بيانات كرة القدم.إي يو (الإنجليزية)
- ميكيلي كاستاينيتي على موقع Soccerway.com (الإنجليزية)
- ميكيلي كاستاينيتي على موقع عالم كرة القدم.نت (الإنجليزية)